# Zakład Ubezpieczeń „Westa”
Zakład Ubezpieczeń „Westa” (d. Spółdzielczy Zakład Ubezpieczeń „Westa”) – dawny zakład ubezpieczeń działający w latach 1988–2005, którego upadłość ogłoszono w 1993. Był to pierwszy prywatny zakład ubezpieczeń założony w Polsce po II wojnie światowej.

## Historia
Przedsiębiorstwo założono jako Spółdzielczy Zakład Ubezpieczeń „Westa” w 1988 przez Janusza Baranowskiego, który został pierwszym prezesem spółki. Westa przełamała monopol państwowych spółek ubezpieczeniowych, PZU i Warty, na polskim rynku, osiągając na nim udział ok. 13% przypisu składki.
W 1991 przekształcone w spółkę akcyjną pod nazwą Zakład Ubezpieczeń „Westa”. Poza działalnością ubezpieczeniową spółka prowadziła również działalność inwestycyjną, kupując akcje m.in. Próchnika
W 1992 utraciła pozwolenie na prowadzenie działalności ubezpieczeniowej, a rok później ogłoszono upadłość spółki, obok również należącego do tego samego właściciela Zakładu Ubezpieczeń na Życie „Westa”. Była to pierwsza upadłość zakładu ubezpieczeń w Polsce po 1989. Postępowanie likwidacyjne trwało do 2004. W ramach śledztwa i procesów karnych związanych z upadłością oskarżeni zostali, poza Januszem Baranowskim, członkowe rady nadzorczej spółki.